# チャント星人
チャント星人（チャントせいじん）は、1996年8月から放送されたアコムの自動契約機「むじんくん」のCMキャラクター。1998年7月より、チャント星人からハッキリ星人（ハッキリせいじん）に変更された。本項では、ハッキリ星人についても述べる。

## 概要
CMの内容は、チャント星人またはハッキリ星人が、普段は宇宙（地球外）に住んでいながら、金に困ると毎回地球のアコムに寄って金を借りにくる、といったもの。「じゃ地球寄ってく?」「いいねぇ〜」「ラララむじんくん、ラララむじんくん、ララララ」というフレーズが流行した。
関口現は「本格的なSF映画のようなものをやりたかったが、結果的にはB級SF映画のようなものになってしまった」ということを語っている。
なお、『広告批評』に掲載されたチャント星人の3人へのインタビュー記事によると、「1回に借りるのはだいたい1万円。給料日にはちゃんと返してますよ」とのこと。
「ラララむじんくん」のフレーズで知られるCMソングの作詞は多田琢、関口現、すずきさいこ、作曲は新田一郎、羽田一郎、関口現による。
チャント星人の一人をセイン・カミュが演じていた。カミュは以前、本CMと同じく多田琢と関口現が手掛けたブルボン「ルナール」のCMに出演しており、その縁で起用された。
CMは大きな評判を呼び、『宇宙 限定モデル篇』で全日本シーエム放送連盟（ACC）主催のCMフェスティバルにてACC賞を受賞した。
ただ、後に消費者金融業界が全般的に自動契約機に関するCMの放映を自粛するようになったことから、CM演者が歌っていた「ラララむじんくん、ラララむじんくん」のフレーズが「ラララララララ、ラララララララ」に変更されたバージョンが放映されるようになった。

## チャント星人
半魚人から進化した人類。頭のアンテナからテレパシーが送れるが、現代ではほとんど退化しているとされる。デザインやカラーリングはスタートレックシリーズに登場するアンドリア星人に酷似している。

### チャント星
太陽系内の、太陽を挟んで地球とちょうど反対側にある惑星。惑星の直径は6500km、自転周期は47時間56分59秒、公転周期は地球の約2分の1。惑星の総人口は10億人で、うち男が6億人を占める（地球の西暦1997年現在）。あぶれた男たちは土星人・金星人・地球人と「合コン」をしている。話題の人・物はせんだみつおとランニングマシーン（地球の西暦1997年現在）。

### 人物
メインキャラクター
アヒャ【フルネーム：アヒャ・ピロリラ・ポロポロンテ】
男性、47歳（地球年齢換算で約23歳）。宇宙では地方公務員（区役所の戸籍係）として働いている。
平凡が充実した生活を送る。同星人の彼女がいるが、ご多分にもれず浮気癖と気まぐれに悩む。
性格…人一倍あわてんぼうなうえ、肝心な時にドジばかりする。チャント星で47歳は青春真っ盛りで、本人も頑張っているが、優柔不断で気弱なため、女性に振られてしまう。不思議と憎めない。
コリャ【フルネーム：コリャ・ノンベン・ダラリーノ】
男性、53歳（地球年齢換算で約26歳）。宇宙の海苔佃煮卸売り業者勤務。唯一の結婚経験者。
離婚歴あり。アヒャとは大学時代のサークルで知り合った先輩・後輩の関係。行きつけのバーで結婚当時の日々を
語るのが趣味。
性格…いつも弟分のアヒャをからかってみたり、いつの間にか他人におごらせるのが得意。本当は気のいい青年。バツイチではあるが、チャント星では男の勲章とされている。ふとした表情に哀愁が漂う、ノリの良いムードメーカー。
ムチャ【フルネーム：ムチャ・バイリンガ・ペラペラーナ】
男性、52歳（地球年齢換算で約25歳）。宇宙の保険会社勤務。コリャとは幼稚園からの幼馴染み。
チャント星立ホモヨロースペースカレッジ卒業。
性格…コンパや同窓会ではいつも幹事役を務める仕切り屋で、ルックスもなかなか。しかし、女性からは「一緒にいると楽しいが彼氏という感じがしない」と言われ続けているのが悩みの種。機転の利く一番のしっかり者。
CMで、この3人が地球を訪れる際に乗る宇宙船は「ラララ号」というワープ機能なしの旧式宇宙船。燃料はウォッカで、ムチャが所有している。
その他
オヒョ
男性、52歳（地球年齢換算で約25歳）。ムチャの大学時代の同級生でオーバードクター。私設サークル「アニメヒーロー様式美研究会」の主宰者。
モニョ
女性、36歳（地球年齢換算で約18歳）。アヒャの父方のいとこ
マスター
「カフェサターン」の経営者。本名不明。

### CD
SPACE ALL STARS（スペース・オール・スターズ）として、CDも発売された。
デビューシングル「ドッキンNightにラララDance」（1997年10月22日発売）
作詞：すずきさいこ・多田琢・関口現、作曲：新田一郎・羽田一郎・関口現、編曲：新田一郎
CMソングを約5分間弱のフルバージョンへ発展させた楽曲。
セカンドシングル 「ゴキゲンDŌDAI」（1998年1月21日発売）
作詞・作曲：永島浩之、編曲：新田一郎・Foolyous
アルバム「STARSHIP」（1997年11月6日発売）
 収録曲
Overture（インストゥルメンタル）
ゴキゲンDODAI
　作詞・作曲：永島浩之／編曲：新田一郎、Foolyous
ドッキンNightにラララDance

星を越えたロマンス
　作詞：永島浩之／作曲・編曲：TARACO
永すぎる夜
　作詞：すずきさいこ・セインカミュ／作曲：羽田一郎／編曲：新田一郎・羽田一郎

## ハッキリ星人
頭頂に一本の角を、その先にプロペラ状の羽を持つ。羽は脳や身体を冷却するラジエーターの役割及び感情の起伏を表すコミュニケーション手段になる。

### ハッキリ星
ATM24星雲、ボーボー星系に属する惑星。いくつかのプロペラが連結したように見える環を持ち、表面は黄金色。公転周期は367.353日。赤道直径は1万2000kmで、平均密度は地球よりやや低い。

### 人物
メインキャラクター
アッシュ（Asch）
22歳。商社の庶務課勤務。地元実業団の卓球選手。
コリン（Colin）
26歳。アッシュの先輩。経理課勤務。
ムームー（Mumu）
21歳。アッシュの高校時代の後輩。コンビニエンスストアの正社員。

その他
ジョーイ
「クラブ・カッキリ」のマスター。
カーラ、ジーラ
ニューハーフ2人組。ゲイバー「おしゃべり姉妹」のホステス。　
ピロ☆バンバ
有名ディスクジョッキー。

## その他CMに登場した人物

### チャント星人編
キーラ
火星人女性のシステムエンジニア。
ドリス、ベッツィ、メグ
チャント星で有名な土星人女性モデル。「合コン」と聞いたアヒャら3人の妄想の中に登場した。
アグネス、リンダ
土星人女性のバックパッカー。長期滞在中のチャント星で、チャント星人との合コンに参加する。タカラの「ラララむじんくんキーホルダー」で、メインキャラクターのチャント星人3人・マスターと共に商品化された。
ブッスリ・イタミコラエーロ
冥王星人の有名鍼師。

### ハッキリ星人編
ステイシー、メグ、シャロン、パトリシア
ハッキリ星で活動する土星人女性
マリリン
土星人女性のフードファイター。
タマラ
ハッキリ星で活動する土星人の女優。

## その他
チャント星人、ハッキリ星人、地球人、土星人等は同一系列に属する種族であり、互いに異星人間交配が可能とされている。